# Sakroiliakaled
| |
| Bäckenets leder och ligament hos människa. Illustration: Gray's Anatomy, 1918. (PD)                          |
| Främre sakralkotan                                                                                           |
| Mellersta sakralkotan                                                                                        |
| Bakre sakralkotan                                                                                            |
| Snitt genom främre, mellersta och bakre sakralkotorna hos människa. Illustration: Gray's Anatomy, 1918. (PD) |

Sakroiliakalederna (latin: singularis, articulatio sacroiliaca, pluralis, articulationes sacroiliacae), även iliosakrallederna, är de två leder i fyrfotadjurens skelett som förenar korsbenet (os sacrum) med tarmbenet (os ilium) på höger respektive vänster höftben (os coxae).
Ledytorna på ledens båda sidor är täckta av tunt brosklager som är något tjockare på korsbenet än på tarmbenet. Dessa leder är så kallade plana leder (engelska: plane joint)
Leden förstärks av flera ligament, som:
- Ligamenta sacroiliaca ventralia
- Ligamenta sacroiliaca interossea
- Ligamenta sacroiliaca dorsalia